# Harry Collins (mode)
Harry Collins (New York, 13 augustus 1884 - ? (1980) was een invloedrijke Amerikaanse modeontwerper in de periode van 1910 tot 1950. Daarnaast was hij ook schrijver van artikelen over mode en in 1923 bracht hij het boek The A B C of Dress uit.